# Krzysztof Kolanko
Krzysztof Kolanko (Polonia, 3 de agosto de 2006) es un futbolista polaco que juega como centrocampista en el Zagłębie Lubin de la Ekstraklasa.

## Estadísticas

### Clubes
Actualizado al último partido disputado el 1 de octubre de 2022.
| Club                    | Div.          | Temporada     | Liga  | Liga  | Copas nacionales | Copas nacionales | Copas internacionales | Copas internacionales | Total | Total |
| Club                    | Div.          | Temporada     | Part. | Goles | Part.            | Goles            | Part.                 | Goles                 | Part. | Goles |
| ----------------------- | ------------- | ------------- | ----- | ----- | ---------------- | ---------------- | --------------------- | --------------------- | ----- | ----- |
| Górnik Zabrze · Polonia | 1.ª           | 2022-23       | 4     | 0     | 0                | 0                | ―                     | ―                     | 4     | 0     |
| Górnik Zabrze · Polonia | 1.ª           | 2023-24       | 0     | 0     | 0                | 0                | ―                     | ―                     | 0     | 0     |
| Górnik Zabrze · Polonia | Total club    | Total club    | 4     | 0     | 0                | 0                | 0                     | 0                     | 4     | 0     |
| Total carrera           | Total carrera | Total carrera | 4     | 0     | 0                | 0                | 0                     | 0                     | 4     | 0     |